# Asiophantes sibiricus
Asiophantes sibiricus là một loài nhện trong họ Linyphiidae.
Loài này thuộc chi Asiophantes. Asiophantes sibiricus được Kirill Yuryevich Eskov miêu tả năm 1993.